# Brazil International 2014
Die Brazil International 2014 (auch São Paulo International 2014 genannt) im Badminton fanden vom 29. Oktober bis zum 2. November 2014 in São Paulo statt.

## Sieger und Platzierte
| Disziplin    | Gold                                  | Silber                                   | Bronze                             |
| ------------ | ------------------------------------- | ---------------------------------------- | ---------------------------------- |
| Herreneinzel | Henri Hurskainen                      | Osleni Guerrero                          | Marin Baumann                      |
| Herreneinzel | Henri Hurskainen                      | Osleni Guerrero                          | Misha Zilberman                    |
| Dameneinzel  | Iris Wang                             | Lohaynny Vicente                         | Jamie Subandhi                     |
| Dameneinzel  | Iris Wang                             | Lohaynny Vicente                         | Fabiana Silva                      |
| Herrendoppel | Bastian Kersaudy Gaëtan Mittelheisser | Laurent Constantin Matthieu Lo Ying Ping | Phillip Chew Sattawat Pongnairat   |
| Herrendoppel | Bastian Kersaudy Gaëtan Mittelheisser | Laurent Constantin Matthieu Lo Ying Ping | Hugo Arthuso Daniel Paiola         |
| Damendoppel  | Alexandra Bruce Phyllis Chan          | Nicole Grether Charmaine Reid            | Grace Gao Rachel Honderich         |
| Damendoppel  | Alexandra Bruce Phyllis Chan          | Nicole Grether Charmaine Reid            | Katherine Winder Luz María Zornoza |
| Mixed        | Laurent Constantin Laura Choinet      | Gaëtan Mittelheisser Audrey Fontaine     | Toby Ng Alexandra Bruce            |
| Mixed        | Laurent Constantin Laura Choinet      | Gaëtan Mittelheisser Audrey Fontaine     | Howard Shu Eva Lee                 |